# Sur (Comarca)
Die Comarca Sur ist eine der neun Comarcas in der autonomen Gemeinschaft Madrid.
Die im Süden gelegene Comarca umfasst 14 Gemeinden auf einer Fläche von 414,90 km².

## Gemeinden
| Gemeinde               | Einwohner (2024) | Fläche km² | Dichte Einw./km² | Cod INE | Postleitzahl |
| ---------------------- | ---------------- | ---------- | ---------------- | ------- | ------------ |
| El Álamo               | 10.430           | 22,25      | 469              | 28004   | 28607        |
| Arroyomolinos          | 37.208           | 20,66      | 1.801            | 28015   | 28939        |
| Batres                 | 1.943            | 21,58      | 90               | 28017   | 28976        |
| Casarrubuelos          | 4.211            | 5,32       | 792              | 28036   | 28977        |
| Cubas de la Sagra      | 6.988            | 12,82      | 545              | 28050   | 28978        |
| Griñón                 | 10.718           | 17,42      | 615              | 28066   | 28971        |
| Humanes de Madrid      | 20.074           | 19,46      | 1.032            | 28073   | 28970        |
| Moraleja de Enmedio    | 5.576            | 31,29      | 178              | 28089   | 28950        |
| Navalcarnero           | 32.683           | 100,22     | 326              | 28096   | 28600        |
| Serranillos del Valle  | 4.634            | 13,28      | 349              | 28140   | 28979        |
| Sevilla la Nueva       | 9.657            | 25,13      | 384              | 28141   | 28609        |
| Torrejón de la Calzada | 10.378           | 8,98       | 1.156            | 28149   | 28991        |
| Torrejón de Velasco    | 4.893            | 52,32      | 94               | 28150   | 28990        |
| Valdemoro              | 83.507           | 64,17      | 1.301            | 28161   | 28340–28343  |
| Comarca Sur            | 242.900          | 414,90     | 585              | –       | –            |

1. ↑  Instituto Nacional de Estadística Municipal Register of Spain